# Айгенман, Роза Смит
Роза Смит Айгенман (англ. Rosa Smith Eigenmann; 7 октября 1858, Монмут, Иллинойс — 12 января 1947, Сан-Диего, Калифорния) — американская учёная, первая в США женщина-ихтиолог. Жена ихтиолога Карла Айгенмана. В 1880—1893 опубликовала 12 собственных работ, в других случаях работала вместе с мужем. Они описали около 150 видов рыб.

## Биография
Роза Смит родилась 7 октября 1858 года в Монмуте, штат Иллинойс, младшей из девяти детей Лукреции (Грэй) и Чарльза Кендалла Смита. Родители Смита, родом из Вермонта, переехали в Иллинойс, чтобы начать издавать газету. Чарльз Кендалл Смит основал Monmouth Atlas в 1846 году, но продал его в 1857 году. В поисках более теплого климата по соображениям здоровья семьи, Смиты переехали в Калифорнию в 1876 году и поселились в Сан-Диего.
Смит получила среднее образование в семинарии Пойнт Лома в Сан-Диего. Смит также посещала пятинедельный курс в бизнес-колледже в Сан-Франциско, где она была одной из двух женщин в классе. (Другой была Кейт Сешнс, позже садовод в Сан-Диего, известная как "мать парка Бальбоа".)
Смит всю жизнь интересовалась естественной историей. Она начала с наблюдения и сбора видов птиц и животных в Калифорнии и присоединилась к обществу естественной истории Сан-Диего (San Diego Natural History Museum) в 1878 году в качестве ассоциированного члена. Смит стала первой женщиной с полным членством в обществе в 1879 году, а также служила библиотекарем и секретарем общества в течение нескольких лет в течение 1880-х годов.
Смит познакомилась с Дэвидом Старром Джорданом, известным ихтиологом из Индианского университета в Блумингтоне, штат Индиана, во время своего визита в Сан-Диего в 1879 году. Обстоятельства их встречи неизвестны, но Джордан, возможно, слышала, как Смит читал её статью на собрании Общества естественной истории Сан-Диего о новом виде рыб. Примерно в это же время она обнаружила слепого бычка Othonops eos, живущего в пещерах под полуостровом Пойнт Лома. Джордан был впечатлён и предложил ей продолжить учебу в качестве одного из его студентов-зоологов в Индианском университете. Смит приняла предложение Джордана и провела лето 1880 года, путешествуя по Европе с Джорданом и некоторыми его коллегами и студентами. После возвращения в Соединенные Штаты она провела два года, обучаясь в Индианском университете, прежде чем болезнь в семье заставила её вернуться в Сан-Диего в 1882 году, не получив степень бакалавра.